# Lago Quillén
Lago Quillén är en sjö i Argentina.   Den ligger i provinsen Neuquén, i den sydvästra delen av landet, 1 300 km väster om huvudstaden Buenos Aires. Lago Quillén ligger 980 meter över havet. Arean är 24,1 kvadratkilometer. Den sträcker sig 8,3 kilometer i nord-sydlig riktning, och 17,5 kilometer i öst-västlig riktning.
I omgivningarna runt Lago Quillén växer i huvudsak blandskog. Trakten runt Lago Quillén är nära nog obefolkad, med mindre än två invånare per kvadratkilometer.